# Akiko Yano
Akiko Yano (japanisch 矢野 顕子, Yano Akiko; * 13. Februar 1955 in Tokio, Präfektur Tokio als Suzuki Akiko, japanisch 鈴木 顕子) ist eine japanische Komponistin, Sängerin, Pianistin und Produzentin. Sie ist sowohl im Jazz- als auch im Popbereich tätig.

## Leben
Yano wurde in Tokio geboren, ist in Aomori aufgewachsen. Sie begann ihre musikalische Karriere 1976 mit dem Album Japanese Girl. Neben ihrer umfangreichen Solokarriere ist sie vor allem bekannt für die Zusammenarbeit mit dem Yellow Magic Orchestra und dessen Mitgliedern Ryuichi Sakamoto, Haruomi Hosono und Yukihiro Takahashi, sowie weiteren zahlreichen japanischen und internationalen Künstlern (u. a. Swing Out Sister, Pat Metheny, The Chieftains, Lyle Mays, David Sylvian, Mick Karn, Gil Goldstein, Toninho Horta, Mino Cinelu, Charlie Haden, Peter Erskine, Anthony Jackson, Bill Frisell, Thomas Dolby), sowie ihrer Tochter, Miu Sakamoto. Zudem schrieb sie Filmmusik für den Ghibli-Film Meine Nachbarn die Yamadas.

## Diskografie

### Solo-Studioalben
- Japanese Girl (1976)[4]
- Iroha ni Konpeitō (1977)
- To Ki Me Ki (1978)
- Gohan ga Dekitayo (1980)
- Tadaima (1981)
- Ai ga Nakuchane (1982)
- OSOS (1984)
- Tōge No Wagaya (1986)
- Brooch (1986)
- Granola (1987)
- Welcome Back (1989)
- Love Life (1991)
- Super Folk Song (1992)
- Love Is Here (1993)
- Elephant Hotel (1994)
- Piano Nightly (1996)
- Oui Oui (1997)
- Go Girl (1999)
- Home Girl Journey (2000)
- Reverb (2002)
- Honto No Kimochi (2004)
- Akiko (2008)
- Ongakudo (2010)
- Yano Akiko, Imawano Kiyoshirō o Utau (2013)
- Tobashite Ikuyo (2014)
- Welcome to Jupiter (2015)
- Soft Landing (2017)
- Futaribocchi de Ikou (2018)
- Asteroid and Butterfly (2020)
- Music Is a Gift (2021)

## Privatleben
Yano war von 1974 bis 1979 mit dem Produzenten ihres ersten Albums, Makoto Yano, verheiratet. 1982 heiratete sie Ryuichi Sakamoto, lebte von diesem seit 1992 getrennt und wurde schließlich 2006 geschieden.